# Єрошенко Сергій Миколайович
Сергі́й Миколайович Єроше́нко (нар. 15 липня 1974, с. Новоселівка, Миколаївська область — 13 липня 2014, Зеленопілля, Луганська область) — старший сержант Збройних сил України, 79-а окрема аеромобільна бригада, гарматовий командир. Учасник російсько-української війни.

## Життєпис
Народився 15 липня 1974 року у селі Новоселівка Березанського району Миколаївської області. До восьмого класу навчався у середній школі в селі Лимани, дев'ятий — десятий класи — в школі смт Березанка. З 1991 по 1992 навчався в Білгородсько-Дністровському технікумі технології риби та морепродуктів за спеціальністю «технік-технолог». З 1992-го по 1994 проходив службу в лавах Збройних Сил України, в артилерійській частині в Дніпропетровській області і завершив її у званні старшого сержанта, заступника командира взводу. Після закінчення військової служби він завершив навчання у технікумі і протягом п'яти років працював матросом, потім старшим матросом на рибопереробному судні СДП «Атлантик». Потім працював на ряді елеваторів Миколаївської області: Новоселівський елеватор, морський порт, Варварівський елеватор, термінал підприємства «Нібулон» у річпорту, а потім знову Новоселівський елеватор.
23 березня 2014 року був мобілізований, пройшов перепідготовку в Миколаєві та на Широколанівському полігоні. 7 травня у складі 1-ї батареї гаубичного дивізіону 79-ї окремої аеромобільної бригади він був направлений до кордону з Придністров'ям, а після 14 травня — на південь Херсонської області, де виникали загрози вторгнення ворога. Звідти шлях військової частини Сергія Єрошенка проліг на схід України — в Донецьку та Луганську області. Був командиром однієї з 122-мм гаубиць. Дивізіон придавали для підсилення ротно-тактичних груп різних бригад — зокрема 72-ї, 25-ї, 30-ї. Через Амвросіївку, де дислокувався штаб бригади, 79-та ОАМБ разом з 25-ю бригадою розпочали похід з півдня на північ уздовж кордону через Маринівку, Савур-Могилу, Дякове на Червонопартизанськ. Тут у червні — на початку липня 2014 року йшли запеклі бої. Зокрема у так званому південному, або «ізваринському» котлі в оточення потрапили декілька бригад, які протягом 21—23 днів війська сепаратистів, очолюваних «Бєсом» (Безлером), обстрілювали. З 1 липня безперервно вівся обстріл ротної тактичної групи, до складу якої входила батарея Сергія. Були поранені командир батареї, майже половина бійців.
Загинув 13 липня 2014 року під час бою за висоту 107,7 біля села Власівка (неподалік від Ізвариного і Краснодона, між якими сепаратисти завозили техніку з Росії на територію України). Восьмеро бійців бойового розрахунку гаубиці на чолі зі старшим сержантом Єрошенком несли чергування на висоті. О 8-й ранку 13 липня розпочався шалений обстріл висоти з боку сепаратистів з мінометів та ПТРК. Одна з ворожих мін пробила перекриття бліндажа й вибухнула. Два бійці чергового бойового розрахунку, в тому числі Сергій Єрошенко, його бойовий побратим і земляк із Миколаєва Олександр Костюшко, загинули від численних ран.
17 липня 2014 року Сергій Миколайович Єрошенко, який не дожив двох днів до свого сорокаріччя, був похований у місті Миколаєві.
Без Сергія лишились дружина, донька та син.

## Нагороди і вшанування пам'яті
8 вересня 2014 року — за особисту мужність і героїзм, виявлені у захисті державного суверенітету та територіальної цілісності України, вірність військовій присязі під час війни на сході України, відзначений — нагороджений орденом «За мужність» III ступеня.
У селі Лимани та смт Березанка на будинках шкіл, де навчався Сергій Єрошенко, встановлено меморіальні дошки.